# إدوارد سابير
يعتبر عالم الإنسانيات اللغوي الأمريكي إدوارد سابير الذي عاش في الفترة بين (26 كانون الثاني 1884- 4 شباط 1939) أحد أهم الشخصيات في التطور المبكر لعلم اللغويات.
ولد سابير في مدينة «بوميرانيا» في ألمانيا وهاجرت عائلته إلى الولايات المتحدة عندما كان طفلًا، ودرس علم اللغويات الألمانية في جامعة كولومبيا حيث كان تحت تأثير «فرانز بواس» الذي ألهمه دراسة اللغات الأمريكية الأصلية. انطلق سابير بعد إنهائه للدكتوراه إلى كاليفورنيا للعمل مع «ألفريد كروبر» على توثيق لغات السكان الأصليين هناك. عمل في هيئة المسح الجيولوجي الكندية لخمس عشرة سنةً، حيث نجح في أن يصبح أحد أهم علماء اللغويات في أمريكا الشمالية إلى جانب عالم اللغويات الآخر «ليونارد بلومفيلد». عُرض عليه العمل كأستاذ بروفيسور في جامعة شيكاغو، وبقي لعدة سنين مواصلًا عمله على امتهان علم اللغويات. شغل في الفترات الأخيرة من حياته منصب أستاذ في علم الإنسانيات في «يال» المكان الذي لم ينسجم فيه على الإطلاق. وكان من بين طلابه «ماري هاس»، «موريس سويدش» وعالِما الإنسانيات «فريد إيغان» و«هورتنس بادرماركر».
أصبح سابير بفضل خلفيته اللغوية الطالب الوحيد لباوس للعمل على تطوير علاقة أكثر اكتمالًا بين علم اللغويات وعلم الإنسانيات، ودرس سابير الطرائق التي تؤثر فيها اللغة والثقافة على بعضها البعض، واهتم بالعلاقة بين الاختلافات اللغوية والاختلافات في الآراء الثقافية في العالم، ثم طور طالبه «بنيامين لي وورف» هذا الجزء من تفكيره وصاغه في قانون النسبية اللغوية أو ما يعرف بفرضية سابير ووفرف. من المعروف أن سابير كان من أوائل المؤيدين لأهمية علم النفس لعلم الإنسانيات مؤكدًا على أهمية دراسة طبيعة العلاقات بين الشخصيات الفردية المختلفة من أجل الطرق التي تتطور فيها كل من الثقافة والمجتمع. كان من بين مساهماته الرئيسية لعلم اللغويات: تبويبه للغات الأصلية لسكان الأمريكيتين الشمالية والجنوبية، والذي استحوذ على معظم حياته المهنية، ولعب دورًا بارزًا في تطوير الوحدات الصوتية وساهم بشكل كبير في تطور فهم علم الأصوات.
ما يؤكد على أهمية سابير أنه كان يُعتبر من المستحيل قبل بداية عهده تطبيق مناهج علم اللغويات التاريخي على لغات السكان الأصليين، إذ كان يعتقد أن هذه اللغات هي أكثر بدائية من اللغات الهندية الأوروبية.
كان سابير أول من أثبت أن مناهج المقارنة في علم اللغوية كانت صالحة للتطبيق على اللغات الأصلية. نشر في نسخة موسوعة بريتانيكا 1929 أكثر تصنيف رسمي للغات سكان أمريكا الأصليين وأول تصنيف معتمد على أدلة مُستقاة من على اللغويات المقارن الحديث، وكان أول من قدم دليلًا لتصنيف لغات «الألجيك»، «أوتو الأزتيكانية» و«نا دينا»، واقترح بعض العائلات اللغوية التي لا تعتبر أنها أُثبتت بشكلٍ كافٍ وإنما تتطلب المزيد من الاستقصاء مثل لغات «هوكان» و«البنوشية».
تخصص سابير في دراسة لغات «أثاباسكان» ولغات «شينوكان» ولغات «أوتو الأزتيكانية» مقدمًا بذلك أوصافًا نحويةً مهمةً لكل من لغات سكان «تاكيلاما»، «ويشرام» وقبائل «بايوت» الجنوبية. عمل أيضًا في وقت لاحق من حياته المهنية على اللغة اليهودية الأوروبية والعبرية والصينية واللغات الألمانية، واستثمر في تطوير لغة مساعدة دولية.

## حياته

### طفولته وشبابه
ولد سابير في عائلة من اليهود الليتوانيين في لونبورغ في مقاطعة بوميرانيا حيث كان والده «يعقوب ديفيد سابير» يعمل مرتلًا للقداس. ولم تكن العائلة أرثوذكسية، إذ حافظ والده على علاقاته باليهودية من خلال موسيقاه.
لم تمكث عائلة سابير طويلًا في بوميرانيا ولم تقبل أبدًا ألمانيا كوطن، وكانت اللغة الأم لإدوارد سابير اليهودية الأوروبية ثم الإنكليزية. انتقلت العائلة عام 1888 إلى ليفربول في انكلترا عندما كان في الرابعة من عمره، ثم إلى ريشموند في فرجينيا في الولايات المتحدة عام 1890، حيث خسر إدوارد أخاه الأصغر ماكس نتيجةً لحمى التيفوئيد.
عانى والد إدوارد في الحفاظ على علمه في كنيس يهودي واستقر أخيرًا في نيويورك على الجانب الشرقي الأدنى حيث عاشت الأسرة في فقر، وبسبب عجز الوالد عن إعالة العائلة افتتحت والدة سابير إيفا سيغال سابير متجرًا لتوفير الاحتياجات الأساسية. وفي عام 1910 تطلق والدا سابير بشكلٍ رسمي وبعدها تربى إدوارد سابير في كنف أمه التي كانت تؤكد على أهمية التعليم من أجل الارتقاء لطبقة اجتماعية أعلى وابتعدت العائلة أكثر فأكثر عن اليهودية.
وعلى الرغم من التأثير المهم لإيفا سيغال سابير، تلقى عطشه من المعرفة والاهتمام بالعلوم وأساسيات الجمال والموسيقى من والده.
فاز سابير في الرابعة عشر من عمره بمنحة بوليتزر للدخول إلى مدرسة هوراس مان المرموقة، لكنه اختار عدم الالتحاق بها، ووجدها فاخرة بصورة مبالغ بها، وذهب بدل ًا من ذلك إلى مدرسة ديويت كلينتون الثانوية، ووفر أموال المنحة لتعليمه الجامعي. زاد سابير مكاسب والدته الضئيلة من خلال المنحة.

### دراسته في جامعة كولومبيا
دخل سابير جامعة كولومبيا عام 1901 بتمويل مستمر من منحة بوليتزر. كانت كولومبيا في هذا الوقت من جامعات النخبة القليلة التي لم تحد قبول الطلاب اليهود بنسبة 12%، إذ كان 40% تقريبًا من الوافدين لجامعة كولومبيا من اليهود. حصل سابير على درجة البكالوريوس عام 1904 والماجستير عام 1905 في فقه اللغة الألمانية من جامعة كولومبيا قبل البدء بالدكتوراه في علم الإنسانيات والتي أكملها عام 1909.

## روابط خارجية
- إدوارد سابير على موقع أرشيف الشارخ.
- إدوارد سابير على موقع الموسوعة البريطانية (الإنجليزية)
- إدوارد سابير على موقع إن إن دي بي (الإنجليزية)